# Dodgeball Bond Nederland
De Dodgeball Bond Nederland (DBN) is de koepelorganisatie in Nederland voor de beoefening van de teamsport trefbal (Engels: dodgeball).
De bond werd op 21 augustus 2019 opgericht. Onder de DBN valt de sport zaaldodgeball. De DBN organiseert landelijke competities, bekertoernooien en evenementen en coördineert de nationale teams. In 2020 organiseert de DBN het Europees kampioenschap dodgeball in Leeuwarden.